# Борисенко, Григорий Олегович
Григо́рий Оле́гович Борисе́нко (род. 15 апреля 2002, Москва) — российский футболист, полузащитник, нападающий.

## Клубная карьера
Футболом начал заниматься в ФШМ «Торпедо», где его первым тренером был Сергей Агашков. Затем перешёл в академию московского «Локомотива». В его составе выступал за различные юношеские команды. В январе 2021 года отправился на сбор в составе второй команды — «Казанки». 3 апреля в матче Первенства ПФЛ против «Читы» Борисенко сыграл первую игру за фарм-клуб, появившись в стартовом составе. После перерыва он уступил место Никите Хлынову. 20 ноября в домашней встрече с грозненским «Ахматом» дебютировал за «Локомотив» в чемпионате России, заменив на 79-й минуте Алексиса Бека Бека. 25 ноября 2021 года дебютировал в еврокубках, выйдя на замену на 77-й минуте домашнего матча Лиги Европы против «Лацио».
7 июля 2022 года перешёл в калининградскую «Балтику». 17 июля дебютировал за новую команду в гостевом матче против «Велеса» (1:2). Первый гол за калининградский клуб забил 24 июля, в домашней игре против «Волгаря» (3:1).
Летне-осеннюю часть сезона 2023/24 играл в «КАМАЗе». В феврале 2024 года стал игроком липецкого «Металлурга».

## Карьера в сборных
Выступал за различные юношеские сборные России под руководством Дмитрия Хомухи на различных юношеских турнирах.

## Клубная статистика
| Выступление        | Выступление                     | Выступление      | Лига | Лига | Кубки | Кубки | Еврокубки | Еврокубки | Итого | Итого |
| Клуб               | Лига                            | Сезон            | Игры | Голы | Игры  | Голы  | Игры      | Голы      | Игры  | Голы  |
| ------------------ | ------------------------------- | ---------------- | ---- | ---- | ----- | ----- | --------- | --------- | ----- | ----- |
| Локомотив-Казанка  | Первенство ПФЛ/ Второй дивизион | 2020/21          | 6    | 0    | —     | —     | —         | —         | 6     | 0     |
| Локомотив-Казанка  | Первенство ПФЛ/ Второй дивизион | 2021/22          | 9    | 2    | —     | —     | —         | —         | 9     | 2     |
| Локомотив-Казанка  | Итого                           | Итого            | 15   | 2    | 0     | 0     | 0         | 0         | 15    | 2     |
| Локомотив (Москва) | Премьер-лига                    | 2021/22          | 3    | 0    | 0     | 0     | 1         | 0         | 4     | 0     |
| Локомотив (Москва) | Итого                           | Итого            | 3    | 0    | 0     | 0     | 1         | 0         | 4     | 0     |
| Балтика            | Первая лига                     | 2022/23          | 8    | 1    | 1     | 0     | —         | —         | 9     | 1     |
| Балтика            | Итого                           | Итого            | 8    | 1    | 1     | 0     | 0         | 0         | 9     | 1     |
| Балтика-БФУ        | Вторая лига                     | 2022/23          | 13   | 0    | —     | —     | —         | —         | 13    | 0     |
| Балтика-БФУ        | Итого                           | Итого            | 13   | 0    | 0     | 0     | 0         | 0         | 13    | 0     |
| КАМАЗ              | Первая лига                     | 2023/24          | 14   | 1    | 2     | 0     | —         | —         | 16    | 1     |
| КАМАЗ              | Итого                           | Итого            | 14   | 1    | 2     | 0     | 0         | 0         | 16    | 1     |
| Всего за карьеру   | Всего за карьеру                | Всего за карьеру | 53   | 4    | 3     | 0     | 1         | 0         | 57    | 4     |